# Nauphoetini
Nauphoetini es una tribu de insectos blatodeos de la familia Blaberidae, subfamilia Oxyhaloinae. Esta tribu comprende 35 especies divididas en seis géneros.

## Géneros
Los seis géneros de la tribu Nauphoetini son los siguientes:
- Griffiniella
- Henschoutedenia
- Jagrehnia
- Nauphoeta
- Rhyparobia
- Simandoa

La mayoría de las especies están repartidas entre los géneros Henschoutedenia y Jagrehnia, con 11 especies cada uno. 